# Коларић
Коларић је насељено место на Кордуну, у саставу општине Војнић, Карловачка жупанија, Република Хрватска.

## Географија
Налази се на 1,5 километар западно од Војнића.

## Историја
У месту је 1827. године била православна парохија са више свештеника. Службовали су поп Павел Михајловић-парох, поп Василије Живковић-парох, поп Гаврил Вучковић-капелан и поп Јаков Живковић-ђакон.
Коларић се од распада Југославије до августа 1995. године налазио у Републици Српској Крајини, након чега је у хрватској војној операцији Олуја етнички очишћен.

### Други свјетски рат
У срезу Војнић, порушене су и попаљене цркве у Доњем Будачком, Горњем Будачком, Широкој Реци, Вељуну, Перјасици, Војнићу, Повоју, Краку, Крстињу, Коларићу и Дуњаку. Нарочито је било свирепо спаљивање цркве у Коларићу са којом су спаљени и људи који су у њој затворени а са њима и жене које су тим затвореницима донеле храну.

## Становништво
Коларић је према попису из 2011. године имао 195 становника.

### Број становника по пописима
| Националност   | 2001. | 1991. | 1981. | 1971. | 1961. | 1953. | 1948. | 1931. | 1921. | 1910. | 1900. | 1890. | 1880. | 1869. | 1857. |
| бр. становника | 229   | 250   | 218   | 217   | 234   | 269   | 305   | 506   | 431   | 487   | 450   | 370   | 335   | 326   | 318   |

### Национални састав
| Националност       | 2001.        | 1991.        | 1981.        | 1971.        | 1961.        |
| Хрвати             | 133 (58,07%) | 0            | 0            | 4 (1,84%)    | 1 (0,42%)    |
| Срби               | 90 (39,30%)  | 240 (96,00%) | 179 (82,11%) | 212 (97,69%) | 232 (99,14%) |
| Југословени        | 0            | 8 (3,20%)    | 36 (16,51%)  | 1 (0,46%)    | 0            |
| остали и непознато | 6 (2,62%)    | 2 (0,80%)    | 3 (1,37%)    | 0            | 1 (0,42%)    |
| Укупно             | 229          | 250          | 218          | 217          | 234          |